# Peter Bieri
Peter Bieri, cunoscut și sub pseudonimul Pascal Mercier, (n. 23 iunie 1944, Berna, Berna, Elveția – d. 27 iunie 2023, Berlin, Germania) a fost un scriitor și filozof elvețian.

## Parcursul academic
Bieri a studiat filosofia și s-a preocupat de studii de limbă engleză și studii de limbă indiană atât în Londra, cât și în Heidelberg. Și-a luat diploma de doctorat la Heidelberg în 1971, după ce a studiat filosofia timpului cu Dieter Henrich și Ernst Tugendhat, referindu-se la opera lui J. M. E. McTaggart. După conferirea doctoratului, Bieri a urmat o carieră academică la Universitatea din California, Berkeley, Universitatea Harvard, Institutul de Studii Avansate din Berlin și Institutul Van Leer Ierusalim. În 1983 a început să lucreze la Universitatea din Bielefeld și mai târziu a lucrat ca asistent științific la Seminarul Filosofic de la Universitatea din Heidelberg.
Bieri este cofondator al grupului de cercetare pentru studii despre Cogniție și Creier la Fundația Germană de Cercetare. Obiectele cercetării sale au fost filozofia minții, epistemologia și etica. Din 1990 până în 1993 a fost profesor de istorie a filozofiei la Universitatea din Marburg; din 1993 a predat filosofia la Universitatea Liberă din Berlin, unde deținea funcția de președinte al catedrei de filosofie analitică, urmându-i mentorului său, Ernst Tugendhat.
În 2007 s-a pensionat anticipat, dezamăgit de viața academică și condamnând ceea ce a considerat ca fiind o intensificare a managerialismului (Eine Diktatur der Geschäftigkeit) și declinul respectării muncii academice.

## Pseudonimul și activitatea scriitoricească
Ca scriitor a folosit pseudonimul Pascal Mercier, alcătuit din numele de familie al celor doi filozofi francezi Blaise Pascal și Louis-Sébastien Mercier. Martin Halter, în Frankfurter Allgemeine Zeitung, a catalogat tentativele lui Bieri „de a îmbrăca pe bărbatul tipic din Berna în ornamentul de dantelă al filosofului francez”  ca manierism pretențios. Peter Bieri a publicat până în prezent patru romane. Recenzorii au identificat „inima, durerea și o preponderența sorții ca „rețeta sa de succes” pe care Bieri, țintind către „literatura de sănătate”, o aplică în fiecare dintre cărțile sale cu mici variații.

## Premii
- Premiul Marie-Luise-Kaschnitz, 2006

## Operă

### Lucrări filozofice
- Peter Bieri: Das Handwerk der Freiheit. Hanser, Munich 2001.[18] ISBN: 978-3-446-20070-8
- Peter Bieri: Eine Art zu Leben. Hanser, 2013. ISBN: 978-3-446-24349-1

O listă completă a operei se poate găsi pe paginile Wikipedia în limba germană.

### Romane
- Pascal Mercier: Perlmanns Schweigen. Albrecht Knaus, Munich 1995. ISBN: 3-442-72135-0
- Pascal Mercier: Der Klavierstimmer. Albrecht Knaus, Munich 1998. ISBN: 3-442-72654-9
- Pascal Mercier: Lea (Novelle). Hanser, Munich 2007. ISBN: 978-3-446-20915-2, engleză ISBN: 978-1-8488-7341-4

- Pascal Mercier: Das Gewicht der Worte (Roman). Hanser, Munich 2020. ISBN: 978-3-446-26569-1

## Traduceri în limba română
- Trenul de noapte spre Lisabona. Editura Vivaldi, București, 2007 ISBN: 978-973-9473-95-8
- Acordul de piane. Editura Vivaldi, 2008, ISBN 978-973-150-010-2
- Tăcerea lui Perlmann. Editura Vivaldi, 2009, ISBN 978-973-150-032-4
- Lea. Editura Vivaldi, 2010, ISBN 978-973-150-047-8